# Sunndalsfjord
De Sunndalsfjord is een gedeelte van de Tingvollfjord in de Noorse provincie Møre og Romsdal. Hij vormt het zuidelijke einde van de 54 kilometer lange Tingvollfjord en draagt de naam van de gemeente Sunndal waar hij in ligt.
De rivier Driva stroomt in de Sunndalsfjord bij Sunndalsøra.